# Amt Großer Plöner See
Amt Großer Plöner See er et kreisoverskridende amt i det nordlige Tyskland, hovedsageligt beliggende i den nordøstlige del af Kreis Plön. Kreis Plön er beliggende i den østlige/centrale del af delstaten Slesvig-Holsten, og amtets administration ligger i byen Plön. Ud over ni kommuner i Kreis Plön finder man i amtet desuden kommunen Bosau, der er en del af Kreis Østholsten.

## Historie
Amtet blev oprettet 1. januar 2007 af kommunerne i det daværende Amt Plön-Land og den indtil da amtsfrie kommune Bosau og omfattede oprindeligt også kommunerne Ascheberg (Holsten) og Bösdorf.
1. januar 2014 blev Ascheberg og Bösdorf udskilt fra amtet og har siden været forvaltet af byen Plön.

## Kommuner i amtet
1. Bosau
2. Dersau
3. Dörnick
4. Grebin
5. Kalübbe
6. Lebrade
7. Nehmten
8. Rantzau
9. Rathjensdorf
10. Wittmoldt